# Bertolt Hering
Bertolt Hering (* 1961 in Darmstadt) ist ein deutscher Filmemacher, Maler und Farbenforscher.

## Leben und Werk
Hering studierte an der Hochschule für Bildende Künste Hamburg bei Franz Erhard Walther, Claus Böhmler und Rüdiger Neumann Freie Kunst und Film. Hering produzierte als Autor, Regisseur und Editor mehrere Kurzfilme wie Von den lustigen Dingen (1985, Hauptpreis der Filmothek der Jugend, Oberhausen 1987). 1990 war Hering Gremiumsmitglied der Filmförderung Hamburg. Ausstellungen von Gemälde-Serien seiner Farbbeobachtungen seit 2004: „Farben im Jahreskreis – Entwurf einer Farbphänologie Mitteleuropas“ (2004) und „Symphänologie der Farben“ (Mitteilungen der Floristisch-Soziologischen Arbeitsgemeinschaft Nr. 27, Göttingen 2007). 2008 nahm er mit der Ausstellung „Runges Grün statt Fuji-Grün!“ (Osterwalder's Art Office) an der Phototriennale in Hamburg teil. Bertolt Herings „Kleiner Naturfarben-Kanon“ (2013) gibt einen Überblick über den im naturnahen Außenraum empfundenen Farbraum.

## Einzelausstellungen
- „Welche Farben hat die grüne Branche? – Was ist Grün?“ in Westwerk e. V. (Hamburg, 2013)
- „Farben der Jahreszeiten im Park Georgium“ (Sonderausstellung der Anhaltischen Gemäldegalerie) im Fremdenhaus beim Schloss Georgium in Dessau-Roßlau (2012–13)
- „Runges Grün statt Fuji-Grün!“(Osterwalder's Art Office) im Rahmen der 3. Triennale der Photographie in Hamburg (2008)
- „Farben der Landschaft“ (Raum für Pflanzen) in der Orangerie von Kirchberg/Jagst (2007)
- „Farben im Jahreskreis“ im Kunstverein Bobingen e. V. (2006)
- „Farben im Jahreskreis“ in Westwerk e. V. (Hamburg, 2004)
- „Tschans Lied“ in Westwerk e. V. (Hamburg, 2000)
- „Seele & Liebe“ in „handlung“(Hamburg, 1997)
- „Demeters Weg“ (Hamburg, 1995)

## Filme und Videos
- The Seasons' Magician (2008)
- Runges Grün statt Fuji-Grün! (2007)
- Farben im Jahreskreis (2004)
- Demeters Weg (1995)
- Ebbes (1992)
- Ich hau dich weg (1989)
- Die persönliche Note (1987)
- Von den lustigen Dingen (1985)
- Kartoffeln (1984)
- Paradies (1983)